# .mil
.mil és un domini de primer nivell genèric d'Internet per al Departament de defensa dels Estats Units i les seves organitzacions subsidiàries. Va ser un dels primers dominis d'Internet, creat al Gener de 1985.
Els Estats Units és l'únic país que té un domini d'Internet de primer nivell per al seu exèrcit. Altres països utilitzen dominis de segon nivell per a aquest propòsit, com ara .mod.uk per al Ministeri de Defensa del Regne Unit.